# Vila Bachrovna (Kladno)
Vila Bachrovna v Kladně, postavená v letech 1850–1854, je památkově chráněná bývalá vila ředitelů Pražské železářské společnosti v Huťské ulici č.p. 275/5 (pod autobusovým nádražím), v letech 1975 až 2006 zde bylo muzeum Poldi. Vila byla původně nazývaná Panský dům, později zlidověl název Bachrovna podle ředitele dolů Gottfrieda Bachera, který měl svou (další) letní vilu ještě na Nouzově u Unhoště.
Další Bacherovu vilu najdeme také na Slovensku v Žilině na rohu Hodžovej a Hurbanovej ulice, ta je ale pojmenována po řediteli Slovenské banky (Andrej Bacher, 1885–1945), kulturní památka a sídlo první slovenské vlády v roce 1918.

## Historie

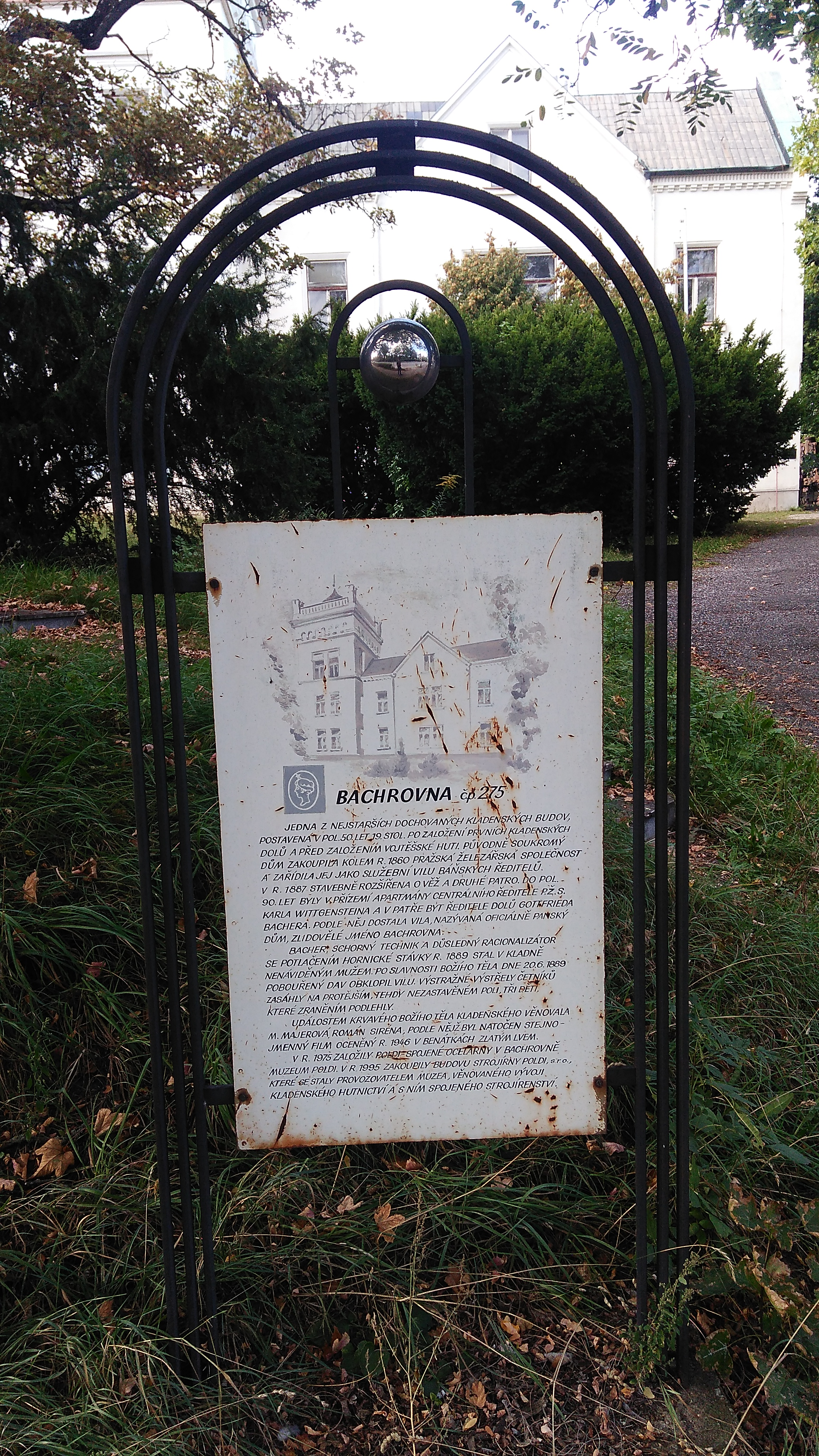
Tabule s legendou před budovou Bachrovny

Jedná se o jednu z nejstarších budov na Kladně, dostavěnou v roce 1854 ve stylu anglického novoromantismu po založení prvních kladenských dolů ještě před založením Vojtěšské hutě. Roku 1860 dům koupila PŽS a zřídila v něm služební vilu pro báňské ředitele. V roce 1887 byla stavebně rozšířena o věž a druhé patro. V přízemí byly apartmány centrálního ředitele Karla Wittgensteina a v patře Bacherův byt.
Po slavnosti Božího těla dne 20. června 1889 došlo na radnici k šarvátce mezi lidmi a četníky a to v napjaté době, kdy událostem předcházela také první velká stávka horníků z 25. května. Byla vytlučena okna radnice i dalších domů a vyrabovány obchody. Poté rozbouřený dav obklopil asi v době oběda Bacherovu vilu a následně výstražné výstřely četníků zasáhly na protějším, tehdy nezastavěném poli, a na hradbě tři děti, které zraněním podlehly. Vila byla vyrabována a vypálena, poté byl vypleněn i starostův dům na náměstí. Do města přijelo večer vlakem z Prahy také vojsko (11. pluk: dva prapory pěchoty a jeden prapor myslivců). Na náměstí byla zatčena stovka lidí a místo uprchlého starosty a stavitele Josefa Hraběte, který se vzdal úřadu, nastoupil třetí radní a lékař – MUDr. Jaroslav Hruška (oba starostové se v dalších volebních obdobích na tomto postu ještě jednou vystřídali). Tyto události připomíná román Siréna od Marie Majerové a film Siréna od režiséra Karla Steklého.